# Basketball Bundesliga de 1985–86
A Temporada 1985–86 da Basketball Bundesliga foi a 20.ª edição da principal competição de basquetebol masculino na Alemanha. A equipe do TSV Bayer 04 Leverkusen conquistou seu sétimo título nacional.

## Equipes participantes
| Clube                   | Localização |
| ----------------------- | ----------- |
| TSV Bayer 04 Leverkusen | Leverkusen  |
| SSV Hagen               | Hagen       |
| BG Steiner Bayreuth     | Bayreuth    |
| DTV Charlottenburg      | Berlim      |
| MTV 1846 Giessen        | Giessen     |
| 1. FC Bamberg           | Bamberga    |
| BSC Saturn Köln         | Colônia     |
| ASC 46 Göttingen        | Gotinga     |
| TSV Hagen 1860          | Langen      |
| BC Giants Osnabrück     | Osnabruque  |
| Oldenburger TB          | Oldemburgo  |
| TSV Hagen 1860          | Hagen       |

## Classificação Fase Regular

### Temporada Regular
| Pos. | Clube                   | V  | D  | Pts      | Pts+ : Pts- | Classificação |
| ---- | ----------------------- | -- | -- | -------- | ----------- | ------------- |
| 1    | TSV Bayer 04 Leverkusen | 20 | 2  | 40:4     | 1909:40:00  | Playoffs      |
| 2    | SSV Hagen               | 19 | 3  | 38:6     | 1864:23:00  | Playoffs      |
| 3    | BG Steiner Bayreuth     | 16 | 6  | 32:12:00 | 1833:19:00  | Playoffs      |
| 4    | DTV Charlottenburg      | 14 | 8  | 28:16:00 | 1853:33:00  | Playoffs      |
| 5    | MTV 1846 Giessen        | 12 | 10 | 24:20:00 | 1716:21:00  | Playoffs      |
| 6    | 1. FC Bamberg           | 12 | 10 | 24:20:00 | 1858:53:00  | Playoffs      |
| 7    | BSC Saturn Köln         | 11 | 11 | 22:22:00 | 1767:25:00  | Playoffs      |
| 8    | ASC 46 Göttingen        | 9  | 13 | 18:26:00 | 1732:41:00  | Playoffs      |
| 9    | TSV Hagen 1860          | 6  | 16 | 12:32:00 | 1590:14:00  | Playouts      |
| 10   | BC Giants Osnabrück     | 5  | 17 | 10:34    | 1662:28:00  | Playouts      |
| 11   | Oldenburger TB          | 5  | 17 | 10:34    | 1591:25:00  | Playouts      |
| 12   | TSV Hagen 1860          | 3  | 19 | 06:38    | 1745:58:00  | Playouts      |

### Playoffs
|  | Quartas-de-final | Quartas-de-final        | Quartas-de-final   |                 |                    | Semi-finais             | Semi-finais                  | Semi-finais                  |                              |  | Disputa da medalha de ouro | Disputa da medalha de ouro | Disputa da medalha de ouro |
|  |                  |                         |                    |                 |                    |                         |                              |                              |                              |  |                            |                            |                            |
|  | 1                | TSV Bayer 04 Leverkusen | 2                  |                 |                    |                         |                              |                              |                              |  |                            |                            |                            |
|  | 8                | ASC 46 Göttingen        | 1                  |                 |                    |                         |                              |                              |                              |  |                            |                            |                            |
|  | 8                | ASC 46 Göttingen        | 1                  |                 | 1                  | TSV Bayer 04 Leverkusen | 2                            |                              |                              |  |                            |                            |                            |
|  |                  |                         |                    |                 | 1                  | TSV Bayer 04 Leverkusen | 2                            |                              |                              |  |                            |                            |                            |
|  |                  | 4                       | DTV Charlottenburg | 0               |                    |                         |                              |                              |                              |  |                            |                            |                            |
|  | 4                | 4                       | DTV Charlottenburg | 0               | DTV Charlottenburg | 2                       |                              |                              |                              |  |                            |                            |                            |
|  | 4                |                         |                    |                 | DTV Charlottenburg | 2                       |                              |                              |                              |  |                            |                            |                            |
|  | 5                | MTV 1846 Giessen        | 1                  |                 |                    |                         |                              |                              |                              |  |                            |                            |                            |
|  |                  |                         |                    |                 |                    |                         |                              |                              |                              |  | 1                          | TSV Bayer 04 Leverkusen    | 2                          |
|  |                  |                         | 7                  | BSC Saturn Köln | 0                  |                         |                              |                              |                              |  |                            |                            |                            |
|  | 3                | BG Steiner Bayreuth     | 2                  |                 |                    |                         |                              |                              |                              |  |                            |                            |                            |
|  | 6                | 1. FC Bamberg           | 1                  |                 |                    |                         |                              |                              |                              |  |                            |                            |                            |
|  | 6                | 1. FC Bamberg           | 1                  |                 | 3                  | BG Steiner Bayreuth     | 1                            |                              |                              |  |                            |                            |                            |
|  |                  |                         |                    |                 | 3                  | BG Steiner Bayreuth     | 1                            |                              |                              |  |                            |                            |                            |
|  |                  | 7                       | BSC Saturn Köln    | 2               |                    |                         | Disputa da medalha de bronze | Disputa da medalha de bronze | Disputa da medalha de bronze |  |                            |                            |                            |
|  | 2                | SSV Hagen               | 1                  |                 |                    |                         |                              |                              |                              |  |                            |                            |                            |
|  | 7                | BSC Saturn Köln         | 2                  |                 |                    |                         |                              |                              |                              |  |                            |                            |                            |

## Campeões da Basketball Bundesliga (BBL) 1985–86
| Campeões da BBL 1985–86            |
| ---------------------------------- |
| TSV Bayer 04 Leverkusen 7.º título |

## Clubes alemães em competições europeias
| Clube                   | Competição         | Resultado                                                      |
| ----------------------- | ------------------ | -------------------------------------------------------------- |
| TSV Bayer 04 Leverkusen | Copa dos Campeões  | Eliminado na Primeira Fase por Aris (76-93;72-89               |
| DTV Charlottenburg      | Copa Korać         | Eliminado na Segunda Fase por Partizan (89-96;79-129)          |
| Steiner Bayreuth        | Copa Korać         | Eliminado na Segunda Fase por Mobilgirgi Caserta (80-86;68-87) |
| SSV Hagen               | Copa Korać         | Eliminado na Segunda Fase por Olympique Antibes (65-66)        |
|                         | FIBA Copa Europeia | Não teve a presença de clubes alemães                          |